# Ordre de Grimaldi
L’ordre de Grimaldi (ordre des Grimaldi selon l'ordonnance fondatrice) est l'une des deux plus prestigieuses distinctions monégasques, après l’ordre de Saint-Charles.

## L’ordre
Créé par le prince Rainier III le 18 novembre 1954, l’ordre de Grimaldi est décerné pour distinguer et récompenser les services rendus à la personne du prince ou à sa famille, ainsi que les actions qui auront contribué au prestige de la principauté. Il comprend cinq classes (par ordre croissant), les trois premières étant des grades et les deux plus élevées étant des dignités : 
1. chevalier,
2. officier,
3. commandeur,
4. grand officier,
5. grand-croix.

Le grand maître de l’ordre est le prince souverain, qui en reçoit le grand collier le jour de son intronisation.   
Traditionnellement, le prince souverain remet ces distinctions chaque année dans le cadre des cérémonies marquant la fête nationale de la principauté, qui a lieu le 19 novembre.

## Médaille et ruban
La médaille se compose d’une croix à quatre branches en émail blanc, surmontée de la couronne princière. Au centre se trouve, d’un côté, le sceau de Son Altesse Sérénissime le prince Rainier III figurant un cavalier galopant, entouré de la légende « Rainier Grimaldi Prince de Monaco », et de l’autre côté la légende « Principauté de Monaco - MCML ».
Le ruban est blanc avec un fin liseré rouge de part et d’autre.
| Rubans    | Rubans   | Rubans     | Rubans         | Rubans      |
| --------- | -------- | ---------- | -------------- | ----------- |
| Chevalier | Officier | Commandeur | Grand officier | Grand-croix |

## Conditions d'attribution
Les membres de la famille souveraine et les étrangers non compris, nul ne sera admis dans l'ordre qu'avec le premier grade de chevalier. Pour être promu à un grade supérieur, il est indispensable d'avoir passé dans le grade inférieur : 
- 1° pour le grade d'officier, quatre ans dans celui de chevalier
- 2° pour le grade de commandeur, trois ans dans celui d'officier ;
- 3° pour la dignité de grand officier, quatre ans dans le grade de commandeur ;
- 4° pour la dignité de grand-croix, cinq ans dans celle de grand officier.

Des services extraordinaires pourront, dans certains cas, dispenser de ces conditions.
Aucun membre de l'ordre ne pourra porter la décoration de la classe à laquelle il aura été nommé ou promu, qu'après sa réception. Les étrangers seront admis et non reçus. 
Les grands-croix, les grands officiers et les commandeurs recevront la décoration des mains du Prince, grand-maître de l'ordre, et cette remise servira de réception. Le chancelier ou un membre de l'ordre, d'un rang au moins égal à celui du récipiendaire, délégué à cet effet, pourra procéder à la dite réception, si ainsi ordonné par le prince.
Le chancelier procédera à la réception des officiers et des chevaliers ; en cas d'empêchement, un membre de l'ordre sera délégué pour le remplacer. Le chancelier remettra au récipiendaire, au nom du prince, grand-maître, le brevet ainsi que la décoration, s'il y a lieu, et lui donnera l'accolade.

## Honneurs militaires
Les honneurs militaires seront rendus aux membres de l'ordre des Grimaldi, porteurs de la décoration, lors de leurs obsèques par des Carabiniers du prince. Les armes seront portées aux chevaliers et officiers, et présentées aux commandeurs, grands officiers et grands-croix.

## Textes officiels
- L'ordonnance no 1 028 du 18 novembre 1954 institue l’ordre des Grimaldi[1].
- Les statuts de l’ordre de Saint-Charles[2] sont applicables pour l’ordre des Grimaldi. Les deux ordres possèdent le même chancelier.

## Célèbres récipiendaires
- Stéphanie de Monaco : le 10 novembre 2005, le prince Albert II lui remet les insignes de grand-croix, pour son engagement dans les domaines humanitaires, notamment pour son action dans la lutte contre le sida, et artistiques, pour son soutien des arts de la piste au travers du Festival international du cirque de Monte-Carlo, créé par le prince Rainier III[3].
- Jacques de Monaco : le 10 mai 2015, jour de son baptême, le prince Albert II lui remet les insignes de grand-croix.
- Gabriella de Monaco: le 10 mai 2015, jour de son baptême, le prince Albert II lui remet les insignes de grand officier.
- Bernard Barsi, archevêque de Monaco, officier[4].
- Stéphane Bern, chevalier[4].
- Jean des Cars, chevalier[4].